# Sárgafejű marabu
A sárgafejű marabu (Leptoptilos dubius) a madarak (Aves) osztályának a gólyaalakúak (Ciconiiformes) rendjébe, ezen belül a gólyafélék (Ciconiidae) családjába tartozó faj.

## Előfordulása
Ázsiában, Banglades, Kambodzsa, India (Asszám), Nepál, Thaiföld és Vietnám területén honos.

## Megjelenése
Magassága 140–150 centiméter, szárnyfesztávolsága pedig 250 centiméter. Csupasz fejűk és nyakuk, erős ék alakú csőrük és jellegzetes begyzacskójuk van.

## Életmódja
Tápláléka békákból, gyíkokból és kisebb emlősökből és ehető emberi hulladékból áll.

## Szaporodása
Fészekalja 2-3 tojásból áll, melyen 28-30 napig kotlik.